# Macarena Gómez
Macarena Gómez Traseira (Cordova, 2 febbraio 1978) è un'attrice spagnola.
È nota soprattutto per il suo ruolo nella sitcom spagnola La que se avecina, nonché per aver recitato nel film horror Dagon - La mutazione del male (2001, nel ruolo di Uxía Cambarro) e nella commedia horror Sexykiller (2008, nel ruolo di Bárbara-Sexykiller).

## Filmografia parziale

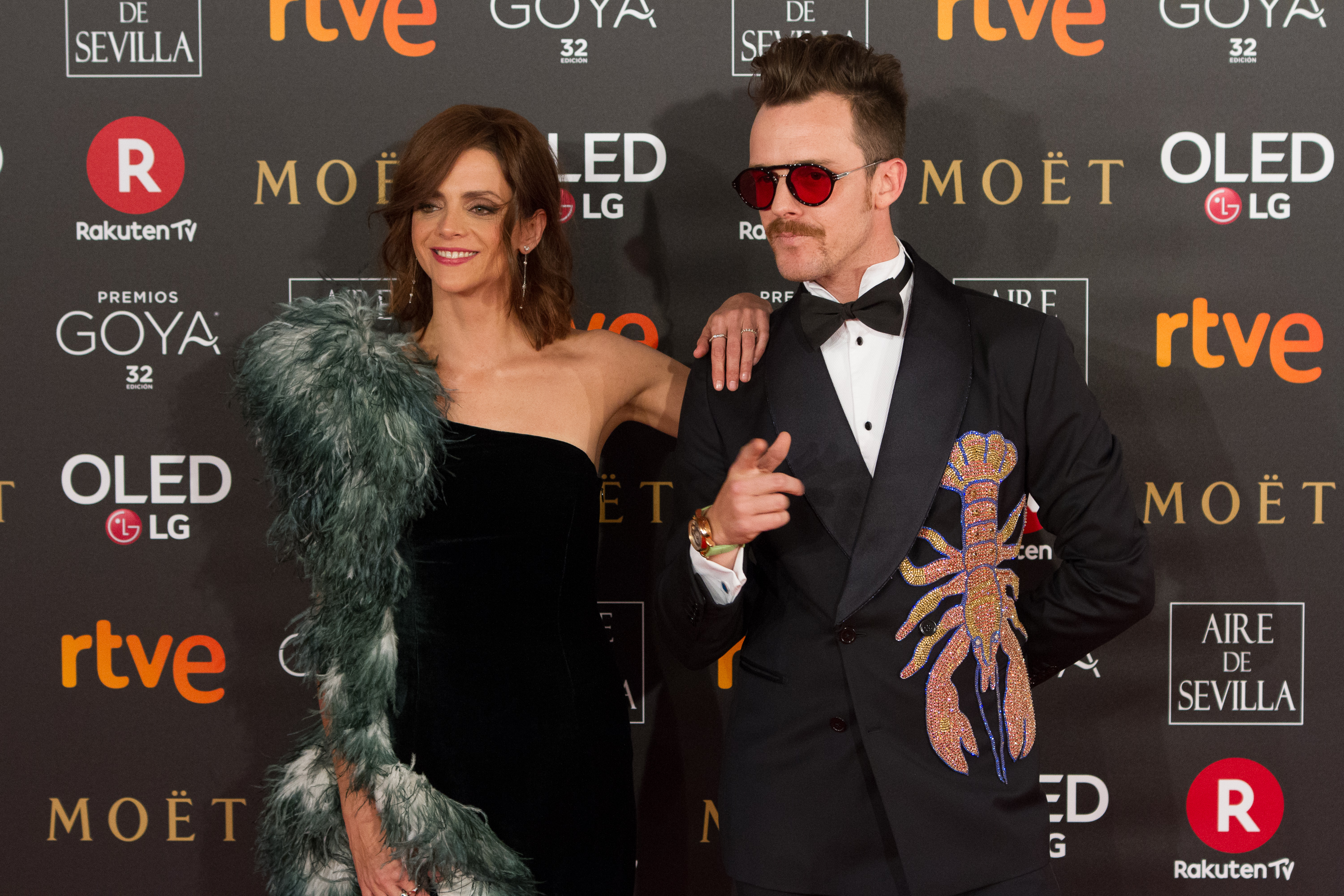
Gómez con Aldo Comas ai Premi Goya 2018

### Cinema
- Dagon - La mutazione del male (Dagon), regia di Stuart Gordon (2001)
- O'Donnell 21, regia di Yoel Dahan (2002)
- Una pasión singular, regia di Antonio Gonzalo (2002)
- Nieves, regia di Alberto Palma (2003)
- S Club allo specchio (S Club Seeing Double), regia di Nigel Dick (2003)
- Platillos volantes, regia di Óscar Aibar (2003)
- Hot Milk, regia di Ricardo Bofill Maggiora (2005)
- Diario de un skin, regia di Jacobo Rispa (2005)
- 20 centimetri (20 centímetros), regia di Ramón Salazar (2005)
- Carne de neón, regia di Paco Cabezas (2005)
- Contracuerpo, regia di Eduardo Chapero-Jackson (2005)
- Film per non dormire: affittasi (Películas para no dormir: Para entrar a vivir), regia di Jaume Balagueró (2006)
- La dama boba, regia di Manuel Iborra (2006)
- Acción reacción, regia di David Ilundain (2008)
- Mai stata meglio (Mejor que nunca), regia di Dolores Payás (2009)
- Sexykiller, morirás por ella, regia di Miguel Martí (2008)
- 4000 euros, regia di Richard Jordan (2008)
- Marisa, regia di Nacho Vigalondo (2009)
- Carlota, regia di Jorge Mañes e Nilo Mur (2009)
- Merry Little Christmas, regia di Ignacio Martín e Manuel Marín (2010)
- Carne de neón, regia di Paco Cabezas (2010)
- Esto no es amor, regia di Javier San Román (2010)
- Quédate conmigo, regia di Zoe Berriatúa (2010)
- Intereses Mundanos Bar Mut, regia di Christian Molina e Serpico Ramses Albiñana (2011)
- Verbo, regia di Eduardo Chapero-Jackson (2011)
- La última víctima, regia di Angel Gómez Hernández (2011)
- Lo estipulado, regia di J. Prada e K. Prada (2011)
- Del lado del verano, regia di Antonia San Juan (2012)
- Papá te quiere mucho, regia di Lucía Valverde (2012)
- Las cinco crisis del Apocalipsis, regia di Manu Ochoa (2013)
- Al final todos mueren, regia di Javier Botet e David Galán Galindo (2013)
- Le streghe son tornate (Las brujas de Zugarramurdi), regia di Álex de la Iglesia (2013)
- Musarañas, regia di Juanfer Andrés e Esteban Roel (2014)
- Secuestro, regia di Mar Targarona (2016)
- Pelle (Pieles), regia di Eduardo Casanova (2017)
- Il fotografo di Mauthausen (El fotografo de Mauthausen), regia di Mar Targarona (2018)
- Tra le stelle (En las estrellas), regia di Zoe Berriatúa (2018)
- The Game of the Cheetah, regia di Dan Pero Manescu (2022)
- Deep Fear: squali negli abissi, regia di Marcus Adams (2023)

### Televisione
- Dorien - serie TV, 5 episodi  (2017-2018)
- Sagrada familia - serie TV, 16 episodi (2022)
- 30 Coins - Trenta denari – serie TV, 16 episodi (2020-2023)